# Peña Colorada, San Lucas Zoquiápam
Peña Colorada är en ort i Mexiko.   Den ligger i kommunen San Lucas Zoquiápam och delstaten Oaxaca, i den sydöstra delen av landet, 270 km sydost om huvudstaden Mexico City. Peña Colorada ligger 1 870 meter över havet och antalet invånare är 383.
Terrängen runt Peña Colorada är kuperad åt nordost, men åt sydväst är den bergig. Terrängen runt Peña Colorada sluttar österut. Runt Peña Colorada är det ganska tätbefolkat, med 75 invånare per kvadratkilometer. Närmaste större samhälle är Huautla de Jiménez, 9,6 km öster om Peña Colorada. I omgivningarna runt Peña Colorada växer i huvudsak städsegrön lövskog.